# مرد پیتزایی (فیلم ۲۰۱۱)
مرد پیتزایی (انگلیسی: Pizza Man) یک فیلم است که در سال ۲۰۱۱ منتشر شد. از بازیگران آن می‌توان به دایموند دالاس پیج، فرانکی میونیز، و نوحا گری-کیبی اشاره کرد.